# Rumpus in the Harem
Rumpus in the Harem (br.: Não insultem um sultão) é um filme estadunidense de curta-metragem de 1956, produzido e dirigido por Jules White. É o 171º de um total de 190 filmes da série com Os Três Patetas realizada pela Columbia Pictures entre 1934 e 1959.

## Enredo
Na Arábia antiga, os Três Patetas são donos de um restaurante e estão a dormirem quando são acordados pelo choro das namoradas. As mulheres lhes contam que estão sendo cobradas de uma dívida e se não pagarem serão levadas para o harem do sultão. Os Patetas vão para o trabalho pensando numa solução e começam a atender dois homens famintos, que se dizem nobres: Hassan Ben Sober (chamado de Já Fui Sóbrio pela dublagem brasileira, interpretado por Vernon Dent) e Gin-A Rummy (George J. Lewis). Depois de muitas confusões com pratos quebrados e um gato e um cachorro fazendo barulho na cozinha, o que assusta os fregueses que pensam serem esses animais a "refeição", os Patetas descobrem que os dois são ladrões que planejam roubar um rubi da tumba de um Faraó. Enquanto comem, os ladrões são avisados por um terceiro de que o rubi já fora roubado por um Emir (Johnny Kascier) e desistem do plano. Os Patetas resolvem então irem atrás da jóia roubada e ganharem a recompensa para ajudarem as namoradas.
Eles chegam ao palácio disfarçados de Papai Noel e conseguem forçar o Emir a lhes dar o rubi ao assustá-lo falando sobre a maldição do faraó. Ao fugirem com a jóia, são perseguidos por dois guardas do palácio e escapam deles se atirando por uma janela.

## Fim da Era Shemp

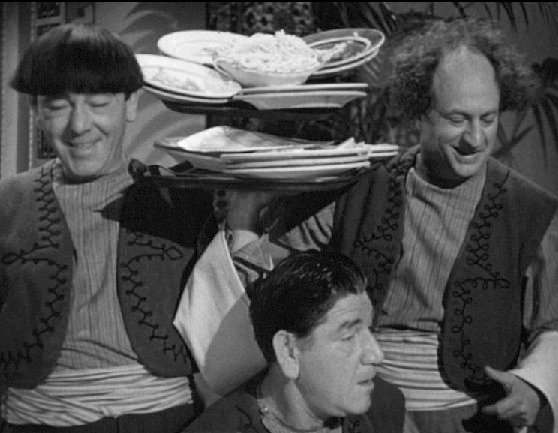
Shemp pouco antes de colidir com as pilhas de pratos carregadas pelos companheiros, cena original de Malice in the Palace reaproveitada em Rumpus in the Harem, filmado quando o cômico já era falecido.

Shemp Howard havia morrido e os últimos quatro filmes daquele ano (1956) - Rumpus in the Harem, Hot Stuff, Scheming Schemers e Commotion on the Ocean - apareceram com seu nome no elenco devido a cenas antigas dele reaproveitadas pela Columbia. As ligações com cenas novas tiveram Joe Palma como o dublê de Shemp.
Em Rumpus in the Harem, Palma é visto muitas vezes de costas: Na cena final em que o trio se atira pela janela, ele aparece como Shemp e ao gritar pela queda, é mesmo sua voz e não a do cômico falecido, mas em outras cenas, gravações de Shemp foram usadas para dublar as falas de Palma